# Greenbrier, Arkansas
Greenbrier là một thành phố thuộc quận Faulkner, tiểu bang Arkansas, Hoa Kỳ. Năm 2010, dân số của thành phố này là 4706 người.

## Dân số
- Dân số năm 2000: 3042 người.
- Dân số năm 2010: 4706 người.